# Вогнівка золотиста
Вогнівка золотиста (Pyrausta aurata) — вид лускокрилих комах родини вогнівок-трав'янок (Crambidae)

## Поширення
Вид поширений в Європі, Північній Африці, Середній та Північній Азії від Іспанії та Алжиру до Японії. Присутній у фауні України.

## Опис
Розмах крил 18-20 мм. Передні крила пурпурно-коричневі з золотисто-жовтими мітками. Кількість та інтенсивність цих маркувань досить мінлива. Іноді між спинкою і головною золотою плямою лежить майже нечітка хвиляста золотава лінія посмедіани. Задні крила темно-коричневі або чорні з широкою жовтою поперечною смугою приблизно в центрі крила.
Гусениця завдовжки до 13 мм. Забарвлення світло-зелене, темно-зелене, світло-коричневе, темно-сіре або червонувате, з більш темною спинною лінією. Голова буро-чорна. Лялечка досить струнка, від червоно-коричневого до чорно-коричневого забарвлення.

## Спосіб життя
За рік буває два покоління. Метелики літають з квітня до кінця вересня. Гусениці живляться листям м'яти, рідше Salvia pratensis, Melissa officinalis, Nepeta cataria та Calamintha.